# IC 4451
IC 4451 ist eine elliptische Galaxie vom Hubble-Typ E im Sternbild Zentaur. Sie ist rund 172 Millionen Lichtjahre von der Milchstraße entfernt.
Entdeckt wurde das Objekt im Jahre 1899 von DeLisle Stewart.